# Volker Jung (Politiker, 1942)
Volker Jung (* 24. Februar 1942 in Berlin) ist ein deutscher Politiker der SPD und ehemaliger Bundestagsabgeordneter.

## Leben
Nach dem Besuch der Schule machte Jung im Jahr 1962 sein Wirtschaftsabitur. Anschließend studierte er bis 1969 Politische Wissenschaften und Volkswirtschaftslehre an der Freien Universität Berlin, die er als Diplompolitologe verließ. Von 1970 bis 1972 arbeitete Jung als Referent beim Wirtschaftswissenschaftlichen Institut der Gewerkschaften, nach mehreren anderen Beschäftigungen wurde er 1983 Referatsleiter beim DGB-Bundesvorstand. Von 1994 bis 2002 war er stellvertretender Hauptgeschäftsführer des Verbands der Kommunalen Unternehmen (VKU). Zudem war er noch in verschiedenen Aufsichtsräten als Arbeitnehmervertreter tätig.

## Partei
Jung ist seit 1963 Mitglied der SPD. Er war stellvertretender Vorsitzender der Düsseldorfer SPD. 

## Abgeordneter
Volker Jung gehörte dem Bundestag von 1983 bis 2002 als direkt gewählter Abgeordneter des Wahlkreises Düsseldorf II an. Seit 1987 war er energiepolitischer Sprecher der SPD-Fraktion.

## Privates
Volker Jung ist mit der pensionierten Lehrerin und ehemaligen NRW-Landtagsabgeordneten Karin Jung verheiratet.